# Cầu treo Stádlec
Cầu treo Stádlec (tiếng Séc: Stádlecký most) là một cây cầu bắc qua sông Lužnice, gần chợ huyện Stádlec, Cộng hòa Séc. Đây là cây cầu treo cuối cùng còn sót lại ở Cộng hòa Séc mang phong cách đế chế. Từ năm 1848 đến năm 1960, cầu bắc qua cả sông Vltava gần Podolsko, ở miền nam Bohemia. Từ năm 1960 đến năm 1975, cầu bị tháo dỡ và chuyển đến vị trí hiện tại gần Stádlec. Năm 1989, cầu treo Stádlec nằm trong danh sách di sản văn hóa quốc gia của Cộng hòa Séc.

## Lịch sử
Cầu treo Stádlec được thiết kế bởi các kỹ sư Gassner và Friedrich Schnirch. Từ năm 1847 đến năm 1848, cầu được xây bắc qua sông Vltava ở Podolsko. Cây cầu được xây để thay thế cho thế chiếc phà cũ vốn đã không còn gánh nổi mật độ giao thông ngày càng tăng nối giữa Bayern và Galicia. Vậy là cây cầu đã phục vụ cho tuyến đường từ đó cho đến năm 1960. Sau đó, cầu chính thức bị gỡ bỏ do đã có một cây cầu mới được xây bằng bê tông cốt thép dài 510 mét từ năm 1942 ở ngay phía trên và con đập Orlík bị lấp đi cũng có thể khiến cầu treo Stádlec bị ngập theo. Theo đó, cầu treo Stádlec đã bị tháo dỡ và được lập hồ sơ lưu trữ tại Markův mlýn. Trong suốt mười năm, cây cầu đã phải chờ đợi để được chuyển tới một nơi mới. Cuối cùng, sau bao năm chờ đợi, cây cầu đã chọn được một điểm đẹp như tranh vẽ trên sông Lužnice gần chợ huyện Stádlec, để làm "nhà mới" trong số nhiều địa điểm khả thi. Sau khi di dời, cầu được đưa vào hoạt động kể từ lễ khánh thành vào ngày 25 tháng 5 năm 1975, nối giữa hai thị trấn Stádlec và Dobřejice.

### Tái định vị
Cây cầu được tháo dỡ thành 2000 khối và 1100 bộ phận bằng thép và sau đó được lắp ráp lại. Tuy nhiên, sau mười năm được cất giữ, một số bộ phận bằng sắt của dây xích đã bị hỏng hoặc bị thiếu nên càng khiến cho việc khôi phục cây cầu khó khăn hơn rất nhiều. Với tổng trọng lượng 102 tấn của các bộ phận bằng sắt, 14 tấn trong số đó đã phải làm lại, cả một số khối đá cũng phải dùng loại mới. Chính vì việc tháo dỡ và xây dựng lại cầu khó khăn như vậy, nên có thời điểm cây cầu đã được tính đến việc rút ngắn chiều dài ban đầu từ 90 mét xuống chỉ còn 60 mét.
Việc xây dựng lại cây cầu được hoàn thành vào ngày 25 tháng 5 năm 1975. Toàn bộ công trình xây dựng được đánh dấu bằng một nghi lễ tưởng niệm đặt một viên đá vào cột tháp ở phía bên phải. Tổng chi phí di dời cây cầu là 11 837 000 đồng Koruna Tiệp Khắc vào thời điểm đó.

## Công nhận
Năm 1959, cầu treo Stádlec được công nhận là một di tích văn hóa. Kể từ năm 1989, cầu nằm trong danh sách di sản văn hóa quốc gia của Cộng hòa Séc.

Năm 2018, một con tem bưu chính có hình các cây cầu Podolský và Stádlecký đã được phát hành. Con tem có mệnh giá 35 Koruna Séc và được thiết kế bởi Milan Bauer và được chạm khắc bởi Václav Fajt.

## Bộ sưu tập

Cầu Stádlecký
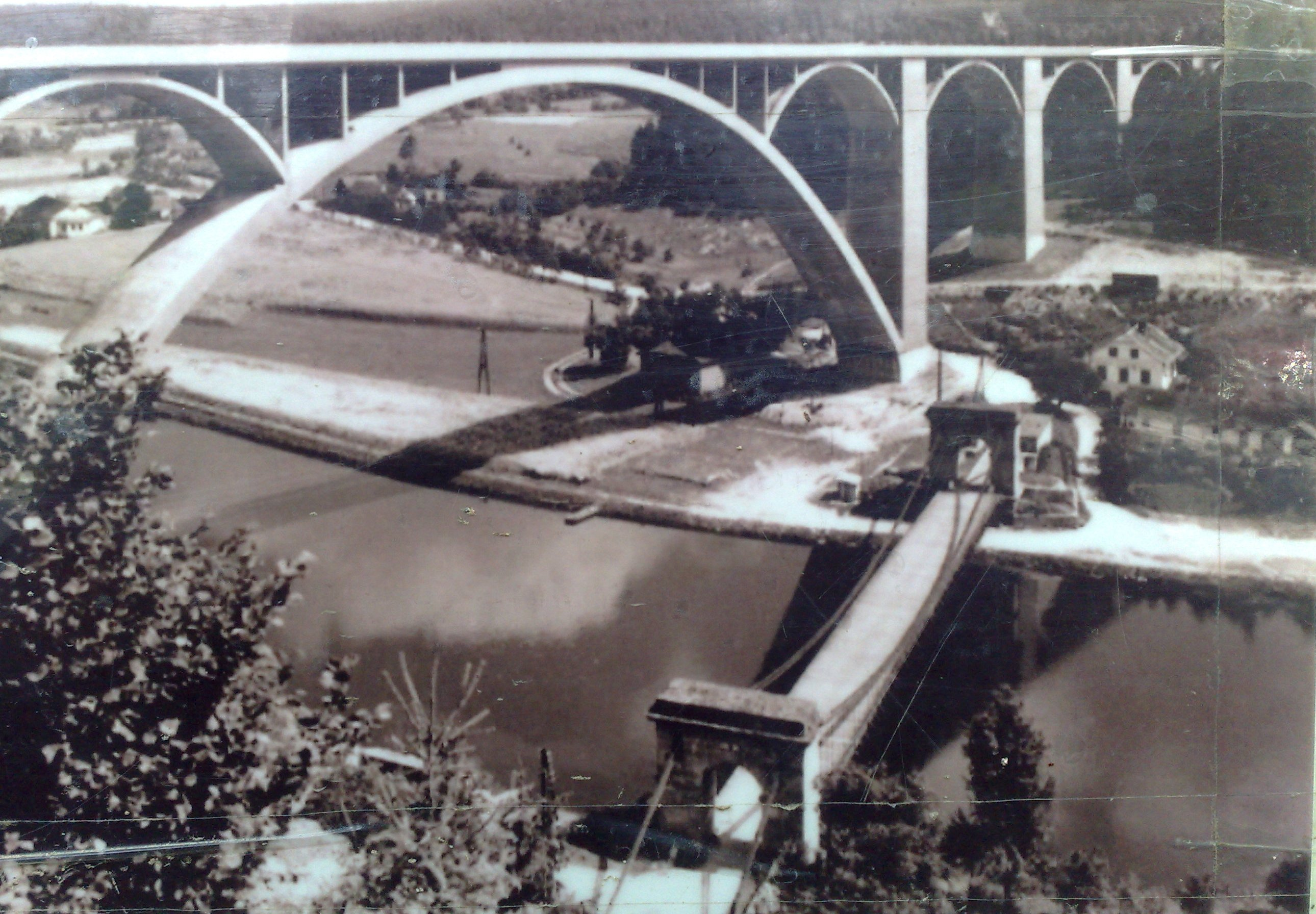
Cầu Podolský và cầu treo Stádlec ở vị trí ban đầu
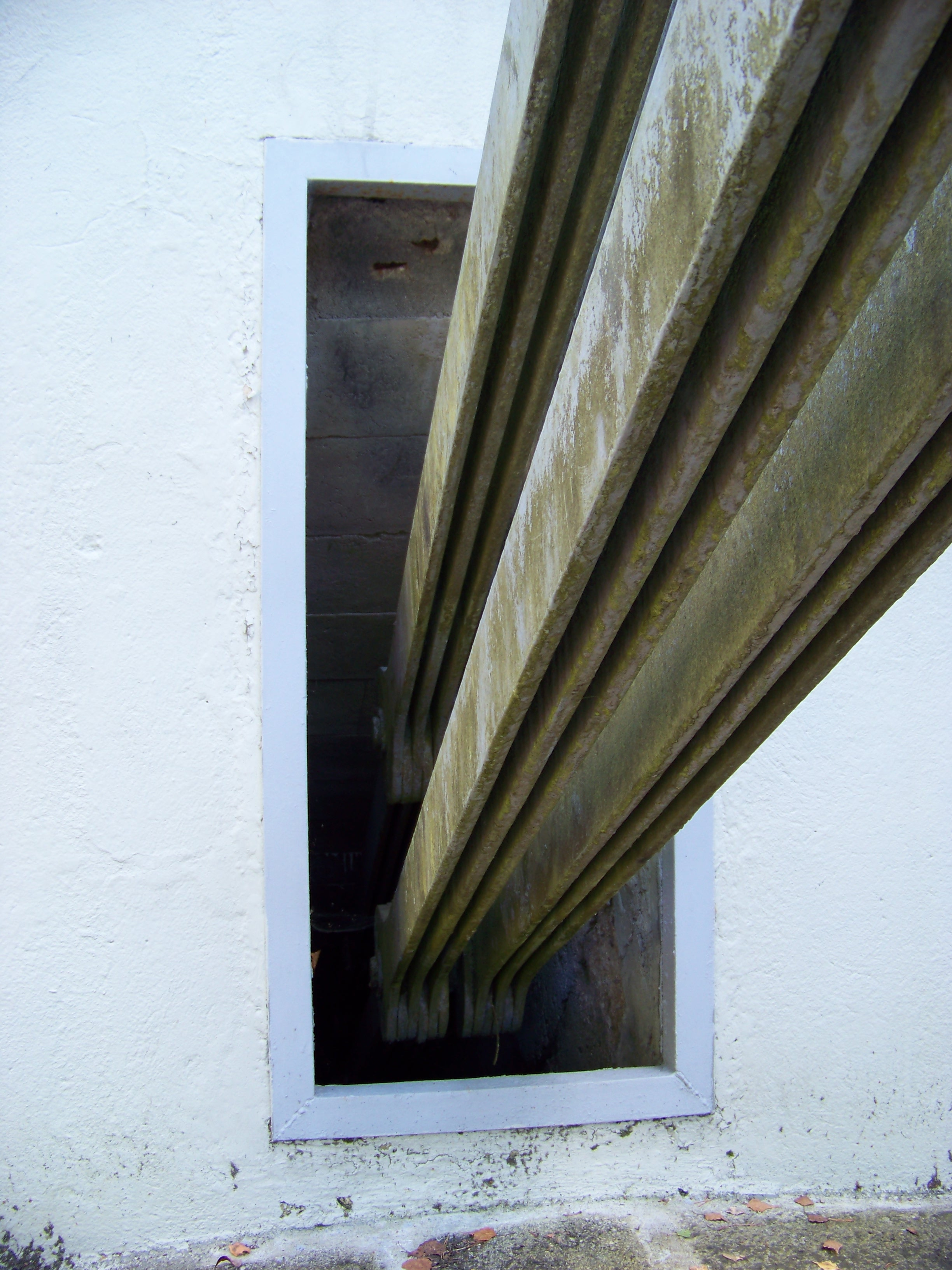
Chi tiết cầu
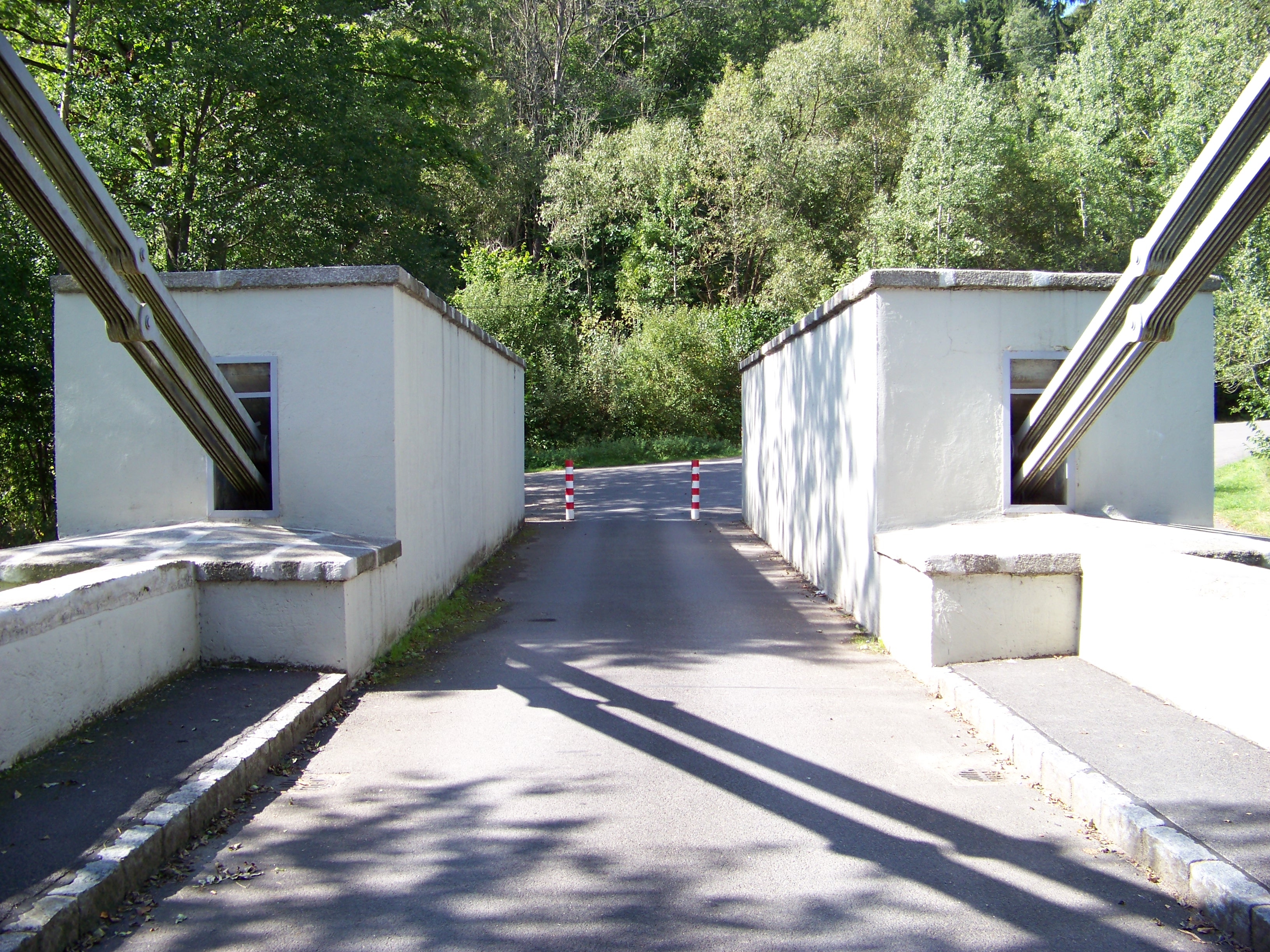
Lối ra cầu về phía Stádlec
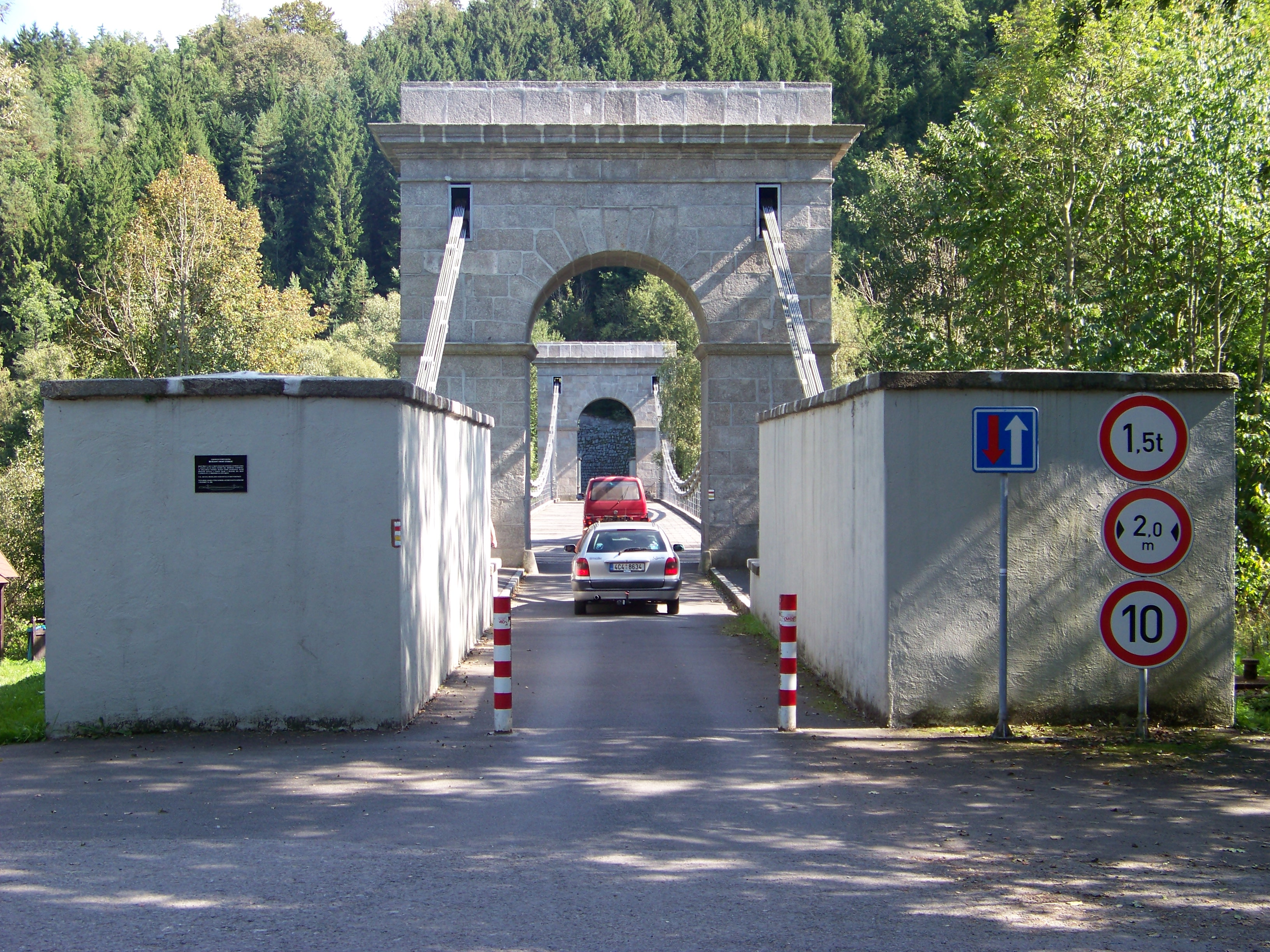
Quang cảnh từ thị trấn Stádlec